# إدموندو جونثاليث- بلانكو
إدموندو جونثاليث- بلانكو ‏ (1877 - 1938 في مدريد) كاتب مقالات، ومترجم، وصحفي، وروائي من إسبانيا.